# Ramesh Ponnuru
Ramesh Ponnuru, né le 16 août 1974 à Prairie Village, est un philosophe conservateur, chroniqueur politique et journaliste américain. Il est le rédacteur en chef du National Review, un chroniqueur du Washington Post, ainsi qu'un conseiller de rédaction du journal de politique intérieure, le National Affairs. Il fut membre de l'American Enterprise Institute à partir de 2012.
Ponnuru a écrit sur un large éventail de sujets politiques, est apparu dans de nombreuses affaires publiques et des programmes d'actualité, reflétant sa voix largement respectée sur la politique conservatrice. En 2015, le Politico le classe avec sa femme, April Ponnuru, en tête du "Politico 50", un classement des leaders influents de la politique américaine. Ce fût la première et dernière fois qu'un couple marié apparurent dans le classement au même moment.

## Enfance et études
Ponnuru a été élevé à Prairie Village, une banlieue de la zone métropolitaine de Kansas City, où il étudie à l'école primaire Briarwood ainsi qu'au collège Mission Valley. Après avoir obtenu son baccalauréat, il étudie à l'Université de Princeton où il reçoit un Bachelor of Arts en histoire et obtient une mention honorifique en 1995. Il rédigea une thèse intitulée : "L'avortement au XIXe siècle en Amérique, en bref", supervisé par Robert P. George. Élevé par un père hindou et une mère luthérienne, Ponnuru est d'origine indienne. Plus tard, après avoir été agnostique, Ponnuru se convertit au catholicisme. Il se marie à April Ponnuru.

## Carrière

### Journalisme
A partir de 1999, Ponnuru fût sociétaire ou/et chef d'édition du National Review où il rédigea et commenta sur de nombreux sujets : la politique (publique), l'économie, la loi ainsi que sa foi religieuse. Dans ses articles, il appelait à un retour de la pensée Républicaine en appliquant les idéaux conservateurs aux problèmes contemporains et en insistant sur les préoccupations de la classe moyenne.
Ponnuru a longtemps été l'une des voix conservatrices éminentes de la nation en faisant valoir le développement du "child tax credit", une réduction fiscale pour les parents ayant des enfants dépendants, afin de compenser correctement les parents pour le coût de l'éducation de leurs enfants, et reçut la louange pour avoir trouvé un terrain d'entente avec les progressistes et les Démocrates sur cette affaire,. Il fut également un co-auteur régulier ainsi qu'une voix éminente sur le sujet de la politique monétaire et du monétarisme de marché avec l'économiste David Beckworth,.
Ponnuru apparut souvent dans un éventail d'émissions télévisées concernant des affaires publiques, dont Meet the Press, Face the Nation, C-Span, la PBS NewsHour, All Things Considered, This Week with George Stephanopoulos, ABC News, le Daily Show, ainsi que le Colbert Report.
Il a également été un conférencier invité sur la politique et le constitutionnalisme à de nombreux campus universitaires,. En 2013, il fut membre de Sciences Po Chicago. Le site internet de Sciences Po décrivit les "Membres" comme un "ensemble dynamique et distingué de professionnels politiques et de journalistes qui dirigeront des séminaires et interagir avec les étudiants de l'Université de Chicago ainsi que les professeurs."
En 2006, Ponnuru écrivit The Party of Death: The Democrats, the Media, the Courts, and the Disregard for Human Life (Le Parti de la Mort : Les Démocrates, les Médias, les Tribunaux, et le Mépris de la Vie Humaine). Ce volume est l'exposé unique et argumentatif de Ponnuru sur des questions de droit à la vie telles que l'avortement et l'euthanasie, se concentrant sur les circonstances du changement du parti Démocrate américain pro-vie au droit à l'avortement. Peggy Noonan célébra l'ouvrage comme "la déclaration la plus significative du besoin de protéger la vie humaine en Amérique depuis Abortion and the Conscience of a Nation de Ronald Reagan."
Le journaliste Jonah Goldberg commenta : "Ponnuru colle scrupuleusement à des arguments non religieux, accessibles à tous. Mais cela n'arrêta pas les critiques en accusant que ses motivations sont de façon inacceptable 'religieuses', tandis que d'autres se plaignirent que Ponnuru est trop rationnel. De nouveau, il semble que le réel péché de Ponnuru n'est pas la manière dont il dit les choses, mais le fait qu'il les dit tout simplement."
John Derbyshire rédigea dans le New English Review : "Le droit à la vie est rendu aussi présentable que possible dans The Party of Death, avec des arguments étant engageants et lucides... (Les pro-vie) ont accueilli The Party of Death gaiement, bien qu'ils en ont le droit, puisqu'il s'agit d'un ouvrage polémique exceptionnellement bon en soutien à leur... cause... The Party of Death est évidemment inspiré d'une croyance religieuse. Les passages philosophiques suivent strictement la Règle d'or des apologétiques religieux, à savoir : La conclusion est connue d'avance, et la tâche de l'intellectuel est de construire des arguments encourageants."
Dans une réponse acerbe mais mesurée aux accusations que Ponnuru un point de vue ouvertement religieux dans l’approche de la question de l'avortement, il aborda lui-même le problème avec force et détermination : "J'ai réalisé une démonstration de réflexion, mais mes conclusions se sont toutes alignées de manière plutôt pratique avec les enseignements de mon église... Sachez que, mon opinion sur l'avortement n'a pas changé depuis l'époque où j'étais agnostique... Il est vrai que je suis catholique. Il est également vrai que je crois que les enseignements de mon église sur l'avortement sont raisonnables, sensés et corrects. Ils le sont puisque je suis venu à penser que le catholicisme est vrai, après tout, que je suis devenu catholique. Si je ne croyais pas que les enseignements catholiques étaient vrais, je ne serai pas catholique."
Ponnuru a également été l'auteur d'une monographie grandement influente sur la politique industrielle japonaise, publiée conjointement par l'American Enterprise Institute et le Centre for Policy Studies.
Ponnuru est un ancien contributeur du Time. Il écrivit aussi pour d'autres journaux nationaux : le New York Times,,,,, le Washington Post, le Wall Street Journal, Financial Times, Newsday, New York Post, le Weekly Standard, Policy Review, The New Republic, et First Things, un journal religieux œcuménique et conservateur,.

### Politique
Ponnuru est depuis longtemps un conférencier très recherché sur la politique intérieure conservatrice ; il a régulièrement été l'invité vedette des retraites des républicains du Congrès, y compris la direction du parti.
Ponnuru a souvent été qualifié comme le chef du mouvement "conservateur réformateur", et, en 2014, il a été présenté à la Une du New York Times Magazine comme l'un des intellectuels conservateurs majeurs le composant. Sam Tanenhaus qualifia Ponnuru comme faisant partie d'un petit groupe de jeunes conservateurs Républicains, dont, chacun, "fût un prodige intellectuel dans sa trentaine" qui ensemble sont "devenus les chefs d'une petite bande de conservateurs réformateurs, qui pensent que la santé du parti Républicain dépend de l'abandon de sa doctrice séculaire - réductions d'impôts orgiaques, suppression des programmes gouvernementaux, défense de Wall Street - et l'emploi d'un vocabulaire complètement différent, appuyé par des propales spécifiques, qui reconnecteront le parti à la classe moyenne et les électeurs à faible revenu."
En 2014, Ponnuru co-édita, avec Yuval Levin, Room to Grow: Conservative Reforms for a Limited Government and a Thriving Middle Class, décrit comme un manifeste conservateur réformateur ainsi qu'un programme politique. (Ponnuru contribua également à la rédaction du chapitre final, concernant le constitutionnalisme.) L'ouvrage fût largement apprécié ; le chroniqueur du New York Times David Brooks le qualifia de « manifeste chargé de politiques… qui est le programme politique le plus cohérent et le plus convaincant que la droite américaine ait produit ce siècle ».
La collaboration de Ponnuru avec Levin a valu aux deux hommes de nombreux éloges en raison de la haute réputation de Levin lui-même au sein du mouvement conservateur ainsi que les observations prémonitoires des deux : Levin a été surnommé "probablement l'intellectuel conservateur le plus influent de l'époque Obama" par Jonathan Chait du New York Magazine, tandis que The New Republic qualifia Levin comme "le grand espoir intellectuel du mouvement conservateur" et déclara que "malgré sa jeunesse, Levin a été désigné le prochain grand néoconservateur."

## Ouvrages
- (en) Ramesh Ponnuru, The Party of Death : The Democrats, the Media, the Courts, and the Disregard for Human Life [« Le Parti de la Mort : les Démocrates, les Médias, les Tribunaux, et le Mépris de la Vie Humaine »], Washington, Éditions Regnery, 2006, 320 p. (ISBN 978-1-596-98004-4)